# Sauergas
Sauergas (auch Saures Erdgas genannt, engl. „sour gas“) ist die Bezeichnung für unaufbereitetes Erdgas (Rohgas), das einen signifikanten Schwefelwasserstoff-Gehalt aufweist, aber unter Umständen noch weitere saure Gase und sonstige Bestandteile enthalten kann. Einzig relevant für die Klassifizierung als Sauergas ist jedoch der Schwefelwasserstoffgehalt. Bei Sauergas handelt sich somit um ein Gasgemisch.
Sauergas wird entweder direkt zur späteren Erzeugung von nutzbarem Erdgas gefördert oder es tritt als unerwünschtes Begleitgas bei der Erdölförderung auf, wenn es nicht wirtschaftlich genutzt werden kann.
Der Begriff sauer (im Sinne von säuerlich, vergoren, verdorben, herb, bitter) spielt dabei auf den typischen Geruch des Schwefelwasserstoffs an, der an faulende Eier erinnert. Schwefelwasserstoff ist ein Gas, das zudem korrosiv, ätzend, leicht entzündbar und bereits in geringen Konzentrationen toxisch ist. Auf Grund dessen wird der Schwefelwasserstoffanteil unter Anwendung von Gaswäscheverfahren bereits möglichst früh bei der Erdgasförderung (direkt beim Bohrloch) aus dem Rohgas entfernt oder reduziert.

## Erdgasaufbereitungsanlagen

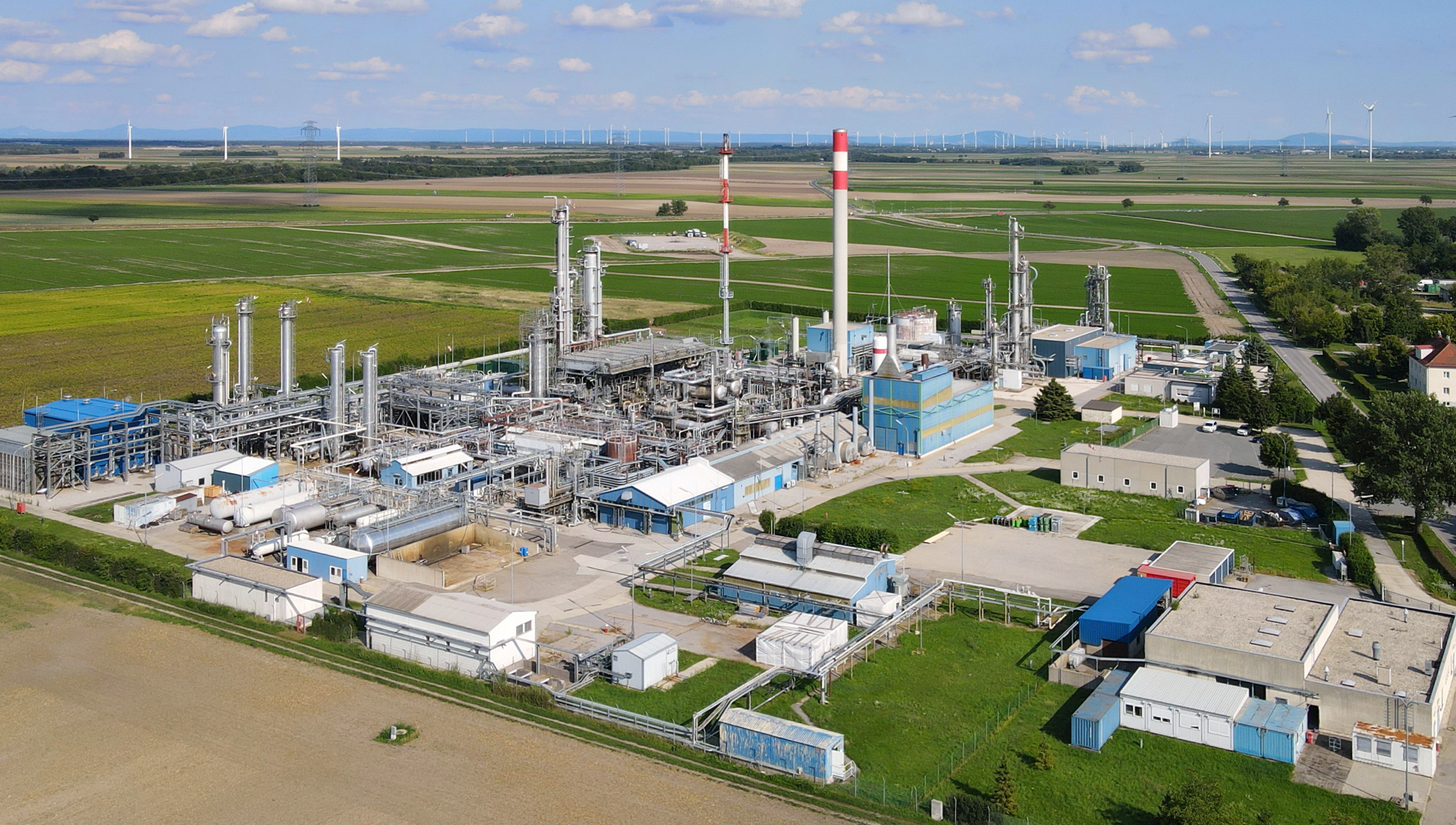
Erdgasaufbereitungsanlage in Aderklaa, Niederösterreich

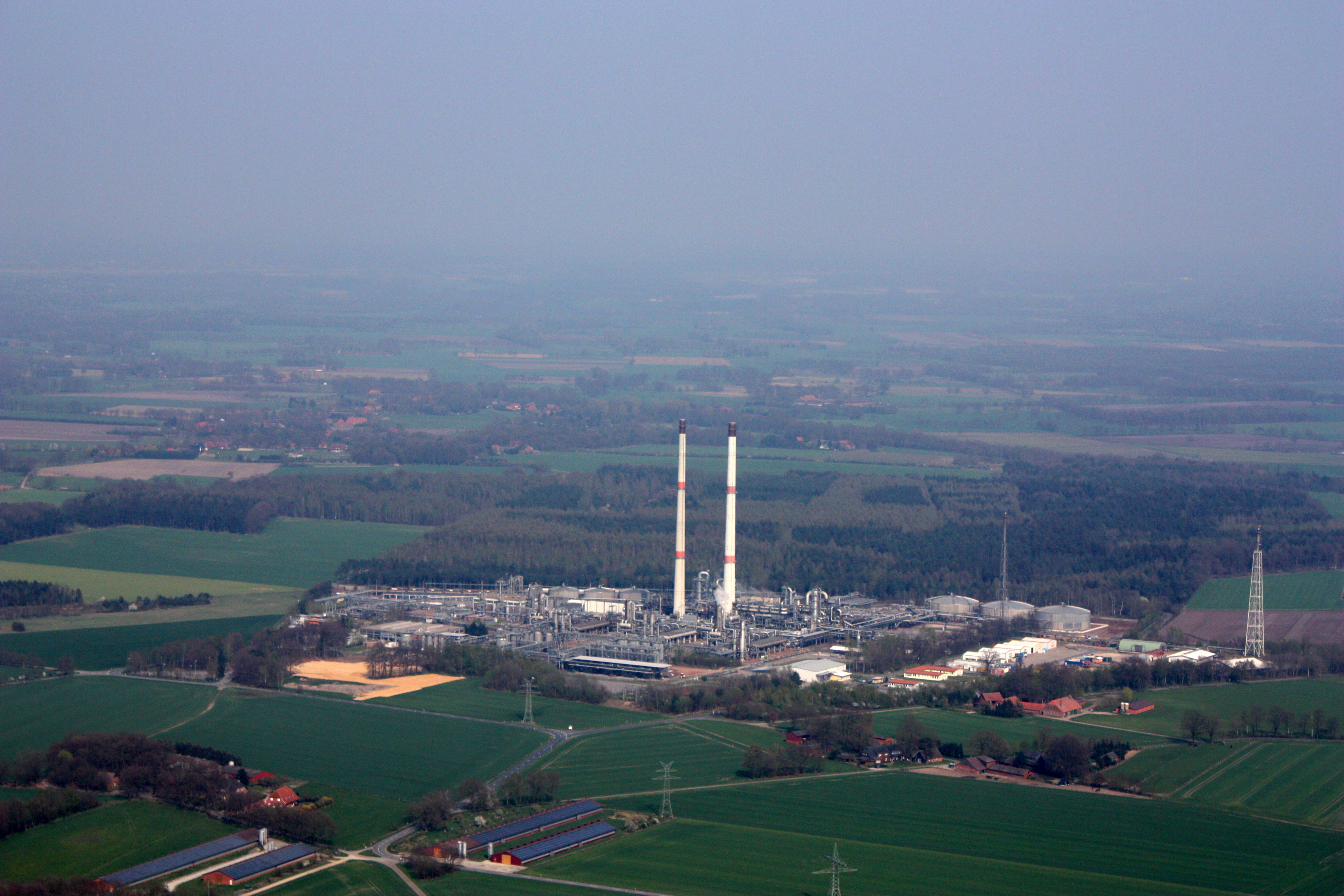
Erdgasaufbereitungsanlage

Zur weiteren Aufbereitung und Reinigung von Sauergas dienen Erdgasaufbereitungsanlagen. In Deutschland passiert dies in der von ExxonMobil Production Deutschland GmbH betriebenen Erdgasaufbereitungsanlage Großenkneten. Bis vor wenigen Jahren gab es noch eine zweite Erdgasaufbereitungsanlage der NEAG in Voigtei, die jedoch 2014 den Betrieb einstellte.
In Österreich erfolgt die Erdgasreinigung in der Erdgasaufbereitungsanlage Aderklaa, die von der OMV betrieben wird.

## Sauergasreinigung – Verfahrenstechnik
Um Sauergas von Schwefelwasserstoff zu befreien, existieren vielfältige verfahrenstechnische Methoden zur Gasentschwefelung.

## Sauergasunfälle
Neben dem Umstand, dass Sauergas aufgrund des hohen Anteils an Kohlenwasserstoffen (Methan, Ethan, Propan etc.) brennbar und explosiv ist, ist vor allem auch der Schwefelwasserstoffgehalt Ursache für viele tödlich verlaufende Sauergasunfälle.
1975 starben 9 Menschen in Denver City (Texas) in Folge eines Sauergasunfalles an einem Erdölbohrloch. Bei Wartungsarbeiten starb 2011 in Alberta ein Arbeiter aufgrund eines Gaslecks. Bei der Explosion und der Freisetzung von Sauergas starben 2003 in China 191 Menschen. Durch Gaslecks an Erdölbohrlöchern starben Kälber in der Region Saskatchewan (Kanada).

## Sauergasabfackelung
Das bei der Erdölförderung anfallende und oft nicht wirtschaftlich nutzbare Sauergas wird durch Abfackelung verbrannt. Dabei wird der Schwefelwasserstoff in vergleichsweise ungefährliches Schwefeldioxid umgewandelt. Die Methode des Abfackelns nutzt man ebenfalls, um zum Zweck der Wartung von Rohren oder Anlagen das toxische Sauergas aus den Anlagenteilen abzulassen.

## Süßgas
Im Gegensatz zu Sauergas wird Erdgas ohne Schwefelwasserstoffanteile als Süßgas oder süßes Erdgas bezeichnet. Im Englischen wird der Vorgang des Reinigens von Erdgas bzw. des Entfernens von Schwefelwasserstoffs auch als Sweetening (übersetzt: Süßen) bezeichnet.